# Bathippus macilentus
Bathippus macilentus là một loài nhện trong họ Salticidae.
Loài này thuộc chi Bathippus. Bathippus macilentus được Tord Tamerlan Teodor Thorell miêu tả năm 1890.